# Citronellol
Citronellol, 3,7-Dimethyloct-6-en-1-ol, ist ein acyclischer Terpinol mit der Summenformel C10H20O und ist ein Isomer des Rhodinols.

## Isomere
Die Verbindung enthält ein Stereozentrum, so dass zwei Enantiomere existieren. Sie treten als farblose bis hellgelbe Flüssigkeiten auf, die sich hinsichtlich des Geruchs unterscheiden. (R)-Citronellol hat den Geruch von Citronellöl, (S)-Citronellol riecht nach Geraniumöl.
| Isomere von Citronellol |                               |                               |
| Name                    | (R)-Citronellol               | (S)-Citronellol               |
| Andere Namen            | (+)-Citronellol D-Citronellol | (−)-Citronellol L-Citronellol |
| Strukturformel          |                               |                               |
| CAS-Nummer              | 1117-61-9                     | 7540-51-4                     |
| CAS-Nummer              | 106-22-9 (unspez.)            |                               |
| EG-Nummer               | 214-250-5                     | 231-415-7                     |
| EG-Nummer               | 203-375-0 (unspez.)           |                               |
| ECHA-Infocard           | 100.012.955                   | 100.028.560                   |
| ECHA-Infocard           | 100.003.069 (unspez.)         |                               |
| PubChem                 | 101977                        | 7793                          |
| PubChem                 | 8842 (unspez.)                |                               |
| Wikidata                | Q418813                       | Q27105229                     |
| Wikidata                | Q27122080 (unspez.)           |                               |

## Vorkommen
Die beiden Enantiomeren treten in der Natur in der Regel als Gemisch auf und kommen u. a. in hohen Konzentrationen in den Ölen von Eukalyptus (Eucalyptus citriodora, Eucalyptus globulus), Basilikum (Ocimum basilicum), Ingwer (Zingiber officinale), Echter Katzenminze (Nepeta cataria) und Koriander (Coriandrum sativum) vor. (S)-Citronellol/L-Citronellol ist ein natürlicher Bestandteil von Rosen- und Geranium- und Pelargonien-Öl (Pelargonium graveolens).  (R)-Citronellol/D-Citronellol tritt in Citronellölen aus Boronia citriodora, in Zitroneneukalyptus, Zitronengras, Zitronenstrauch (Aloysia citrodora), im Sadebaum (Juniperus sabina) und im Drüsen-Sekret von Alligatoren (hier auch Yacarol genannt) auf.

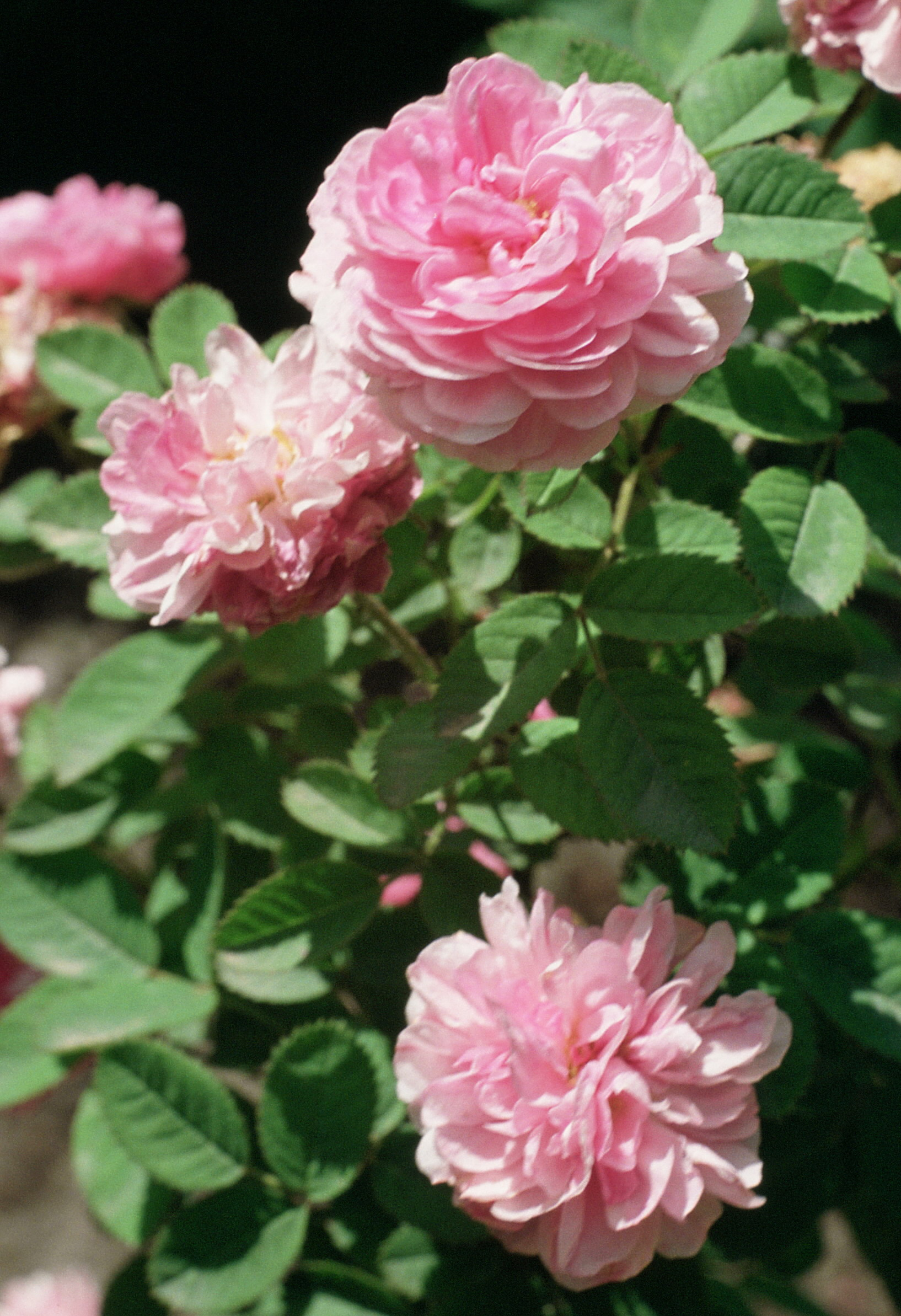
(S)-Citronellol kommt typischerweise im ätherischen Öl der Rose vor
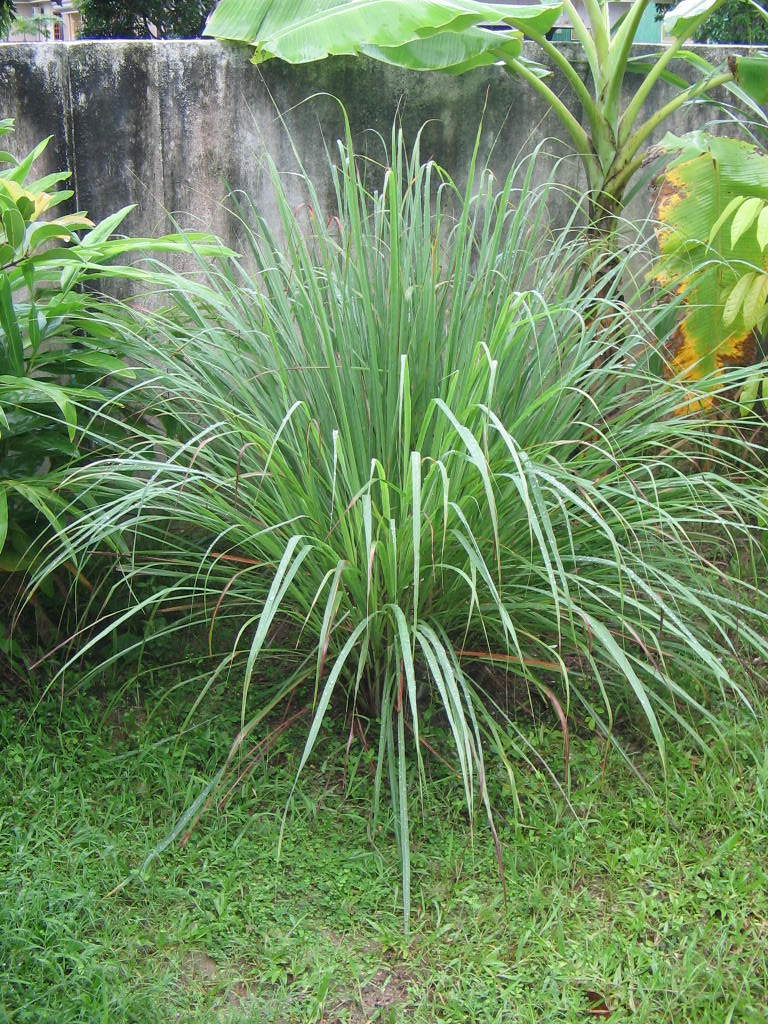
(R)-Citronellol tritt u. a. im Zitronengras auf

## Darstellung und Gewinnung
Eine frühe Synthese geht vom Citral aus, welches mittels Platinoxidkatalyse reduziert wird.

## Eigenschaften
Es ist eine Flüssigkeit, die bei einem Druck von 13 hPa bei 109–111 °C siedet. Ihre Dichte beträgt 0,86 Gramm pro Kubikzentimeter. In Wasser ist es unlöslich, mit Alkohol ist es mischbar. Der Flammpunkt liegt bei 107 °C, die Zündtemperatur bei 240 °C. Die partielle Oxidation des primären Alkohols (R)-Citronellol führt zu dem Terpen (R)-Citronellal, einem Aldehyd.

## Verwendung
Citronellol wird als Duftstoff in Deo-Produkten, Waschmitteln und Mückenspray eingesetzt. Es ist seit 1954 ein duftgebender Bestandteil des tschechischen Rasierwassers Pitralon F – voda po holení, das bis heute in unveränderter Zusammensetzung produziert wird.

## Sicherheitshinweise
Citronellol ist reizend und umweltgefährdend. Der orale LD50-Wert für eine Ratte beträgt 3450 Milligramm pro Kilogramm Körpergewicht.